# Magdalena Vizovská
Magdalena Vizovská (křestní jméno se uvádí i jako Mandalena) se narodila mezi lety 1586 – 1590 v Zábřehu. Místem jejího narození je s největší pravděpodobností dům Pod Podloubím (dnes městské muzeum).
Magdalena byla dcerou českého bratra Buriana Vizovského, předního zábřežského obchodníka s plátnem a polesného. V Zábřehu prožila rané dětství, neboť kolem roku 1603 její otec zemřel. Vdova po Burianu Vizovském, Mariana, se se dvěma dcerami, Magdalenou a Alžbětou, odstěhovala do Přerova, kde se kolem roku 1606 provdala za přerovského měšťana Jana Škopa Bydžovského (zemřel roku 1617). Magdalena měla ještě dva bratry – Adama II. a Buriana II. (sloužil ve službách Ladislava Velena ze Žerotína).
Magdalena navštěvovala bratrskou školu v Přerově. Jako velmi mladá (snad 16letá nebo 18letá) se provdala za třebíčského měšťana Jiřího Loubského. Po ovdovění (manžel zemřel 10. března 1616) se vrací zpět do Přerova. V té době zde poznala Jana Amose Komenského. Ten nejprve pracoval jako vychovatel v rodině Laneusových, později jako kazatel. Původní manželkou Jana Amose Komenského měla být právě Johana Laneusová, ale byla ještě nezletilá.
Dne 19. června 1618 se Magdalena Vizovská provdala za J. A. Komenského. Magdalena přinesla do manželství značné věno (400 zlatých v hotovosti, „truhelné a choděcí šaty, ze tří ložních.“ Společně žili ve Fulneku. Díky věnu se Komenský mohl dále věnovat studiu a pořídit si knihovnu.
Po bitvě na Bílé hoře a obsazení Fulneku se Magdalena s největší pravděpodobností vrátila zpět do Přerova, kde žila její matka Mariana. V roce 1622 ona i její dva malí synové (první byl dvouletý, druhý byl asi půlroční) zemřeli na morovou epidemii. Magdalena byla pohřbena na přerovském hřbitově. V době třicetileté války se přes toto místo přehnalo švédské vojsko a hřbitov zpustošilo, proto přesné místo jejího posledního odpočinku dnes není známo.